# Jij mag altijd op me rekenen
Jij mag altijd op me rekenen is een single van de Belgische zangeres Isabelle A uit 1993. In de Top 40 haalde de single de 37e plaats en stond ze drie weken in de lijst. In België werd deze single in 1993 door Radio 2 verkozen tot beste Belgische productie van het jaar. De productie was van Peter Gillis en Peter Bauwens.

## Versies
- 7 Inch
  1. Jij Mag Altijd Op Me Rekenen
  2. Voor Jou Wil Ik Uit de Bocht Gaan
- Cd-single
  1. Jij Mag Altijd Op Me Rekenen
  2. Voor Jou Wil Ik Uit de Bocht Gaan